# Nassim Varasteh
Pour les articles homonymes, voir Varasteh.
Nassim Varasteh, née le 29 août 1981, est une karatéka canadienne née en Iran. Elle est connue pour les médailles d'argent qu'elle a remportées en kumite individuel féminin moins de 60 kilos aux championnats du monde de karaté 2006 et 2008.

## Résultats
| Résultat           | Date             | Épreuve                   | Catégorie | Compétition                     | Ville hôte                                |
| ------------------ | ---------------- | ------------------------- | --------- | ------------------------------- | ----------------------------------------- |
| Médaille d'or      | Mai 2005         | Kumite individuel - 60 kg | Seniors   | Championnats panaméricains 2005 | Buenos Aires, en Argentine                |
| Médaille de bronze | 2006             | Kumite individuel - 60 kg | Seniors   | Championnats panaméricains 2006 | Saint-Domingue, en République dominicaine |
| Médaille d'argent  | Octobre 2006     | Kumite individuel - 60 kg | Seniors   | Championnats du monde 2006      | Tampere, en Finlande                      |
| Médaille d'or      | Mai 2008         | Kumite individuel - 60 kg | Seniors   | Championnats panaméricains 2008 | Caracas, au Venezuela                     |
| Médaille d'argent  | 15 novembre 2008 | Kumite individuel - 60 kg | Seniors   | Championnats du monde 2008      | Tōkyō, au Japon                           |